# Amelie Posse

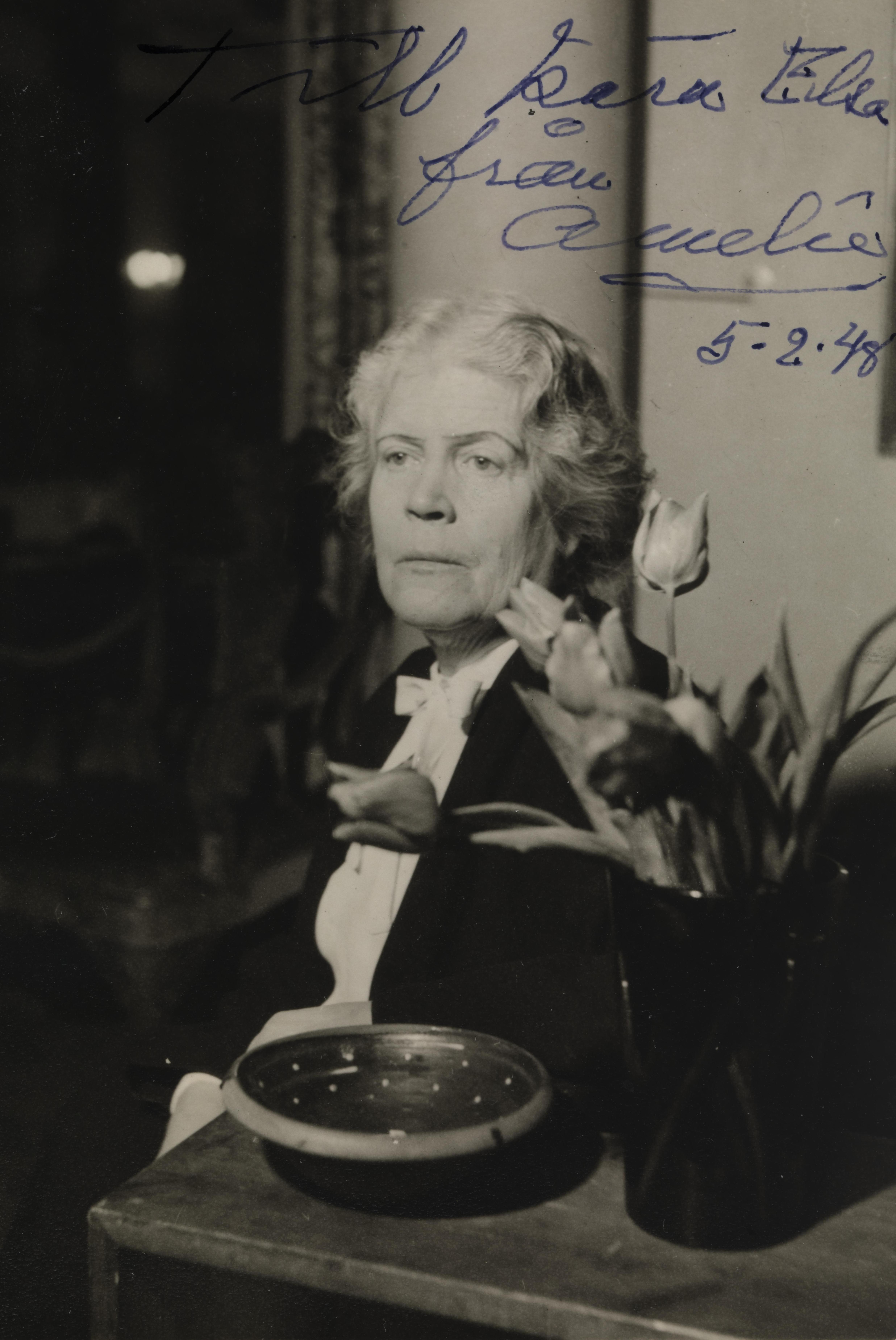
Amelie Posse um 1948; Porträtfoto mit persönlicher Widmung von Amelie Posse vom 5. Februar 1948

Amelie Posse-Brázdová (* 11. Februar 1884 in Stockholm; † 3. März 1957) war eine schwedische Autorin, Aktivistin gegen den Nationalsozialismus im Zweiten Weltkrieg und Flüchtlingshelferin.

## Leben
Amelie Posses Eltern waren der Eisenbahnunternehmer Graf Fredrik Arvidsson Posse (* 17. Juli 1851 in Charlottenlund; † 22. August 1897 in Ramlösa) und Auda Gunhild Wennerberg (3. März 1860 in Skara; † 30. November 1925 in Tumba). Ihre Großväter waren der schwedische Premierminister Arvid Posse und der schwedische Dichter, Komponist und Politiker Gunnar Wennerberg. Sie wuchs mit ihren zwei jüngeren Brüdern Arvid Posse (* 26. Januar 1885 in Stockholm) und Mauritz Posse (* 15. März 1887 in Malmö) auf Maryhill bei Ålabodarna auf. Als ihr Vater 1897 starb, zog die Familie nach Lund und wurde finanziell von ihrem Großvater Gunnar Wennerberg abhängig.
Posse wusste früh, dass sie ihre künstlerischen Neigungen zum Beruf machen wollte, entweder im Bereich der Musik, der Bildenden Kunst oder der Literatur. Sie sprach schon in jungen Jahren mehrere Sprachen. Zunächst wollte sie Pianistin werden, was jedoch an einer Rheuma-Erkrankung scheiterte. Daraufhin wandte sie sich der Malerei zu und studierte bis 1904 in Kopenhagen.
Posse heiratete am 23. Juni 1904 im Dom zu Lund den Kriminalpsychologen Andreas Bjerre, mit dem sie einen Sohn hatte. 1912 wurde die Ehe geschieden. Nach der Scheidung ging Posse nach Rom, um sich der Kunst zu widmen.

### Italien
In Rom lernte Posse den tschechischen Künstler Oskar (genannt Oki) Brázda kennen. Sie wohnten 1914–1915 im Studio Nr. 1 der Villa Strohl-Fern zusammen. Am 29. Mai 1915 heirateten Posse und Brázda. Sie bekamen zwei Söhne, Bohuslav (Slavo) Brázda (* 13. September 1916; † 1991; Pilot der RAF, später Hotelier) und Jan Brázda (* 4. Dezember 1917; † 2012; Künstler). Um Braźda heiraten zu können, hatte Posse die österreichische Staatsbürgerschaft angenommen. Italien war am 23. Mai 1915 auf Seiten der Entente in den Ersten Weltkrieg eingetreten. Als Bürger eines Feindstaates wurde das Paar bis 1916 in Alghero auf Sardinien interniert. Danach lebten sie in Rom. Dort hatten sie Kontakt mit tschechischen Emigranten, unter anderen mit Tomáš Garrigue Masaryk und Edvard Beneš.

### Tschechoslowakei
Wegen der Machtübernahme Mussolinis übersiedelte das Paar 1925 in die Tschechoslowakei. Im selben Jahr kaufte Brázdas Familie zur Zeit der Agrarreform das Schloss Líčkov (Litschkau) in der Nähe von Žatec (Saaz) im deutschsprachigen Teil Nordböhmens. Das Paar ließ das verfallene Schloss renovieren und umfangreich umbauen. Sie exportierten Hopfen nach Schweden und machten Litschkau zu einer Art kulturellem Zentrum. Zu ihren Gästen zählten auch die Autorin und Feministin Elin Wägner und Prinz Eugen von Schweden. Posse wurde während ihrer Zeit in der Tschechoslowakei durch ihre Arbeit als Demokratin und Pazifistin bekannt und war mit dem tschechoslowakischen Präsidenten Masaryk befreundet, den sie aus der Zeit in Rom kannte. In Folge des Münchener Abkommens lag Schloss Litschkau ab Oktober 1938 auf deutschem Staatsgebiet. Posse hatte sich in einer Reihe von Zeitungsartikel deutlich gegen den Nationalsozialismus ausgesprochen. Sie musste deshalb Schloss Litschkau verlassen und begab sich nach Prag. Dort half sie Flüchtlingen, das Land zu verlassen. Um ihren Mann nicht zu gefährden, ließ sich das Paar 1939 scheiden. Oki Brázda lebte ein weiteres Jahr im Schloss, das nach der Annexion Tschechiens von den Deutschen geplündert wurde und dann verfiel.

### Schweden
Im März 1939 musste Posse Prag hastig verlassen, nachdem die Gestapo einen Haftbefehl für sie ausgestellt hatte. Sie ging zurück nach Schweden und beantragte dort wieder die schwedische Staatsbürgerschaft. In Schweden setzte sie ihre Arbeit zur Unterstützung von Flüchtlingen fort. Mit Hilfe ihrer Beziehungen rettete sie Tausenden das Leben. Durch ihre Erfahrungen in der Tschechoslowakei wusste sie, dass es wichtig war, Widerstandszellen bereits vor einer möglichen Okkupation durch Nazideutschland aufzubauen. Am Dienstag, den 9. April 1940, war sie einer der Gründer des Debattierklubs Tisdagsklubben (deutsch Dienstagsklub) in Stockholm. Dieser war formell ein Kulturdebattierklub, aber sein wahrer Zweck war die Arbeit gegen die Ausbreitung des Nationalsozialismus in Schweden. Der Club wurde zufällig am selben Tag gegründet, an dem Nazideutschland im Zuge des Unternehmens Weserübung Schwedens neutrale Nachbarländer Norwegen und Dänemark okkupierte. Tisdagsklubben wurde zum Zentrum der schwedischen Widerstandsbewegung für den Fall, dass Schweden ebenfalls von Nazideutschland okkupiert würde. Amelie Posse war, wie andere Mitglieder des Klubs, in deutschen Unterlagen in der Liste der „unzuverlässigen Schweden“ vermerkt. Die schwedische Sicherheitspolizei beobachtete den Tisdagsklubben und lud Posse mehrfach vor. Einer ihrer Söhne hatte Unterlagen über die Bildung von nationalsozialistischen Zellen in Schweden in die Hände bekommen. Posse reichte diese bei den Behörden ein, die jedoch nicht reagierten. Daraufhin übermittelte sie die Dokumente an den Herausgeber Ture Nerman, der sie in seiner auflagenstarken Zeitung Trots allt! veröffentlichte. Posse war auch Vertreterin der Nansenhilfe für Flüchtlinge und Staatenlose in Schweden.

### Nachkriegszeit

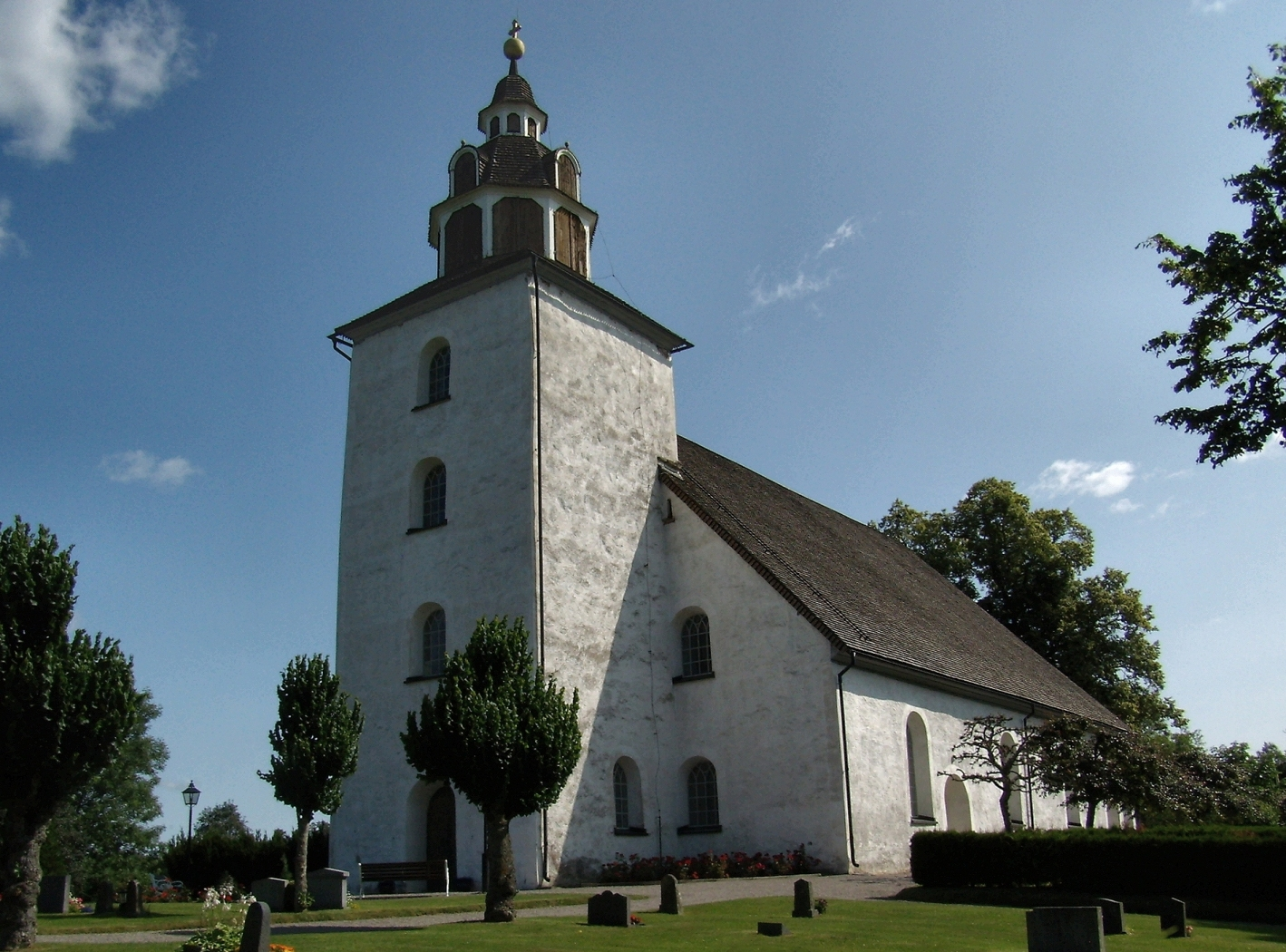
Kirche und Friedhof in Odensvi, letzte Ruhestätte von Amelie Posse

Nach dem Krieg kehrte sie in die Tschechoslowakei zurück. Nach der Potsdamer Konferenz hatte die Tschechoslowakei die Erlaubnis erhalten, die deutsche Bevölkerung zu vertreiben. Posse setzte sich gegen die Vertreibung der Deutschen aus der Tschechoslowakei ein. Zur Zeit des Februarumsturzes 1948, der Machtergreifung der Kommunistischen Partei in der Tschechoslowakei, befand sich Posse in Schweden. Sie reiste zurück, insbesondere um die Haltung des Staatspräsidenten Beneš in Erfahrung zu bringen. Dieser hatte immer gesagt, dass er sich den Kommunisten nicht beugen würde, wich aber später von dieser Haltung zurück. Posse sah ihn als Integrationsfigur der Tschechoslowakei und wollte ihn unterstützen. Leider verstarb Beneš im September 1948. Posse wurde gewarnt, dass die neuen Machthaber einen Haftbefehl gegen sie erlassen hätten, und verließ die Tschechoslowakei. Sie sah das Land und Oki Brázda nie wieder. Schloss Litschkau wurde enteignet.
Posse lebte in ihren letzten Jahren in Schweden. Sie unternahm noch einmal eine Erholungsreise nach Italien.
Amelie Posse starb 1957 und wurde neben mit ihrem Großvater Gunnar Wennerberg auf dem Friedhof bei der Kirche in Odensvi beigesetzt. In einem Nachruf heißt es ”Eftervärlden kommer att söka grevinnan Posse inte så mycket i Sveriges adelskalender. Hon hör främst hemma i Frihetens” (Ture Nerman, deutsch: „Die Nachwelt wird Gräfin Posse nicht so sehr in Schwedens Adelskalender suchen. Sie kommt vor allem aus dem Haus der Freiheit.“)
Ein kleines Museum mit Erinnerungsstücken an Amelie Posse befindet sich im Pumpenhaus in Schloss Örenäs, nahe Posses zerstörtem Elternhaus Maryhill bei Landskrona in Südschweden.

## Werke (Auswahl)
Amelie Posse hat zahlreiche Artikel zu aktuellen Themen geschrieben. Ihre Bücher jedoch sind ausschließlich autobiografisch. Sie zeigen nicht nur ihre vielfältige und dramatische Lebensgeschichte, sondern bieten zudem Einblick in die europäische Geschichte der ersten Hälfte des 20. Jahrhunderts. Ihre Arbeiten wurden ins Englische, Dänische, Deutsche und Tschechische übersetzt.
- Den oförlikneliga fångenskapen. (deutsch: Sardinien – Eine sonnige Gefangenschaft.) 1931.
- Den brokiga friheten. 1932.
- Ned med vapnen! En kampsignal mot kriget. 1935.
- Vidare. 1936.
- I begynnelsen var ljuset. 1940.
- Bygga upp, ej riva neder. 1942.
- Mellan slagen. 1946.
- Kring kunskapens träd. 1946.
- Kunskapens träd i blom. 1946.
- Åtskilligt kan nu sägas. 1949.
- Minnenas park. 1954.
- När järnridån föll över Prag. posthum 1968 von Barbro Alving herausgegeben